# Eidomeni
Eidomeni (Grieks: Ειδομένη) is een grensplaats in het noorden van Griekenland in de provincie Centraal Macedonië tegenover de plaats Gevgelija in Macedonië in de punt waar de rivier Konska uitmondt in de Vardar en als Axios doorstroomt richting Thessaloniki.
In Eidomeni is in 2016 vanwege het streng bewaken dan wel sluiten van de grens een vluchtelingenkamp ingericht waar duizenden vluchtelingen een onderkomen hebben.